# Penniverpa gracilis
Penniverpa gracilis är en tvåvingeart som först beskrevs av Krober 1911.  Penniverpa gracilis ingår i släktet Penniverpa och familjen stilettflugor.
Artens utbredningsområde är Peru. Inga underarter finns listade i Catalogue of Life.